# فریتس بریل
فریتس بریل (آلمانی: Fritz Briel; ۲۴ اکتبر ۱۹۳۴ – ۱۵ مارس ۲۰۱۷) قایقران کایاک اهل آلمان بود.